# Cuatro por Cuatro (telenovela)
Cuatro por Cuatro (en portugués: Quatro por Quatro) era una telenovela brasileña emitida a las 19 horas en el canal Rede Globo. Comenzó su emisión el 24 de octubre de 1994 y terminó el 22 de julio de 1995. Consistía de 233 episodios. Fue escrita por Carlos Lombardi y dirigida por Ricardo Waddington, Alexandre Avancini y Luiz Henrique Rios.
Protagonizada por Elizabeth Savalla, Cristiana Oliveira, Letícia Spiller, Betty Lago, Humberto Martins y Marcello Novaes, y antagonizada por Helena Ranaldi, Marcos Paulo, Diogo Vilela y Tato Gabus y la actuación estelar de Jorge Doria y Françoise Forton

## Argumento
Un accidente de tráfico hace que los destinos de cuatro mujeres se entrelazen. En la serie, las cuatro sellan un pacto de venganza contra los hombres que les maltratan y les hacen sufrir. Auxiliadora lucha por ayudar a su esposo Alcebíades a prosperar, pero cuando la deja por una mujer más joven, le echan de su casa. La tímida Tatiana estaba comprometida con Fortunato, que no se presentó a la boda. Babalu sorprende al mecánico Raí en la cama con otra mujer. Abigail, una psicóloga "dondoca", lucha por su matrimonio fallido pero se rebela contra su marido Gustavo, que la humilla en público en un congreso. Gustavo tiene la custodia de Ângela, una chica que anhela conocer a su verdadero padre, Bruno. Su madre murió durante el parto, traumatizándola.

## Reparto
- Elizabeth Savalla como Auxiliadora Fontes
- Cristiana Oliveira como Tatiana
- Humberto Martins como Bruno Franco
- Letícia Spiller como Babalu (Barbarela Lourdes)
- Marcello Novaes como Raí
- Betty Lago como Abigail Rossini
- Marcos Paulo como Gustavo Rossini
- Tato Gabus Mendes como Alcebíades Fontes
- Diogo Vilela como Fortunato
- Tatyane Goulart como Ângela
- Helena Ranaldi como Mércia / Susana
- Lizandra Souto como Elisa Maria
- Kadu Moliterno como Samuel Spadafora/Samuca Espada
- Marcelo Faria como Ralado (Gustavo Rossini Júnior)
- Leonardo Vieira como Vinícius Loducca
- Bianca Byington como Elizabeth Franco
- Tássia Camargo como Maria Bataglia
- Marcelo Serrado como Danilo
- Paulo César Grande como Thiago
- Paulo Guarnieri como Átila Fontes
- Françoise Forton como Clarisse
- Luana Piovani como Duda (Maria Eduarda Ferreira da Rocha)
- Daniel Dantas como Celso Franco
- Márcia Real como Isadora Franco
- Nina de Pádua como Fabíola
- Estelita Bell como Eugenia
- Rômulo Arantes como Pedrão
- Drica Moraes como Denise
- Bete Mendes como Dona Fátima
- Jorge Dória como Seu Santinho
- Renata Fronzi como Vânia
- Oswaldo Loureiro como Olegário
- Geórgia Gomide como Laura
- Mário Lago como Henrique Pessoa
- Suely Franco como Calpúrnia Fontes
- Neuza Borges como Teresa
- Inês Galvão como Marta Rocha
- Henri Pagnoncelli como delegado Soares
- Íris Bustamante como Silvia
- Hugo Gross como Leandro
- Jorge Pontual como Gui
- Fabiana Ramos como Paula
- Karla Muga como Daniela
- Eduardo Caldas como Dinho
- Luciana Coutinho como Norma Shirley
- Alexandre Salcedo como Alexandre
- Alberto Baruque como Tufik
- Ana Maria Folly como Elzinha
- Luíza Curvo como Renata
- Ingrid Fridmann como Ju
- Christine Fernandes como Novia de Ralado
- Fernanda Nobre como Lolô
- Nestor de Montemar como Carlos Magno

## Premios
Prize With you! (1995)
- mejor actor - Humberto Martins
- mejor actriz revelación - Letícia Spiller

Trophy the Press (1994)
- revelación - Betty Lago